# Oberhafen

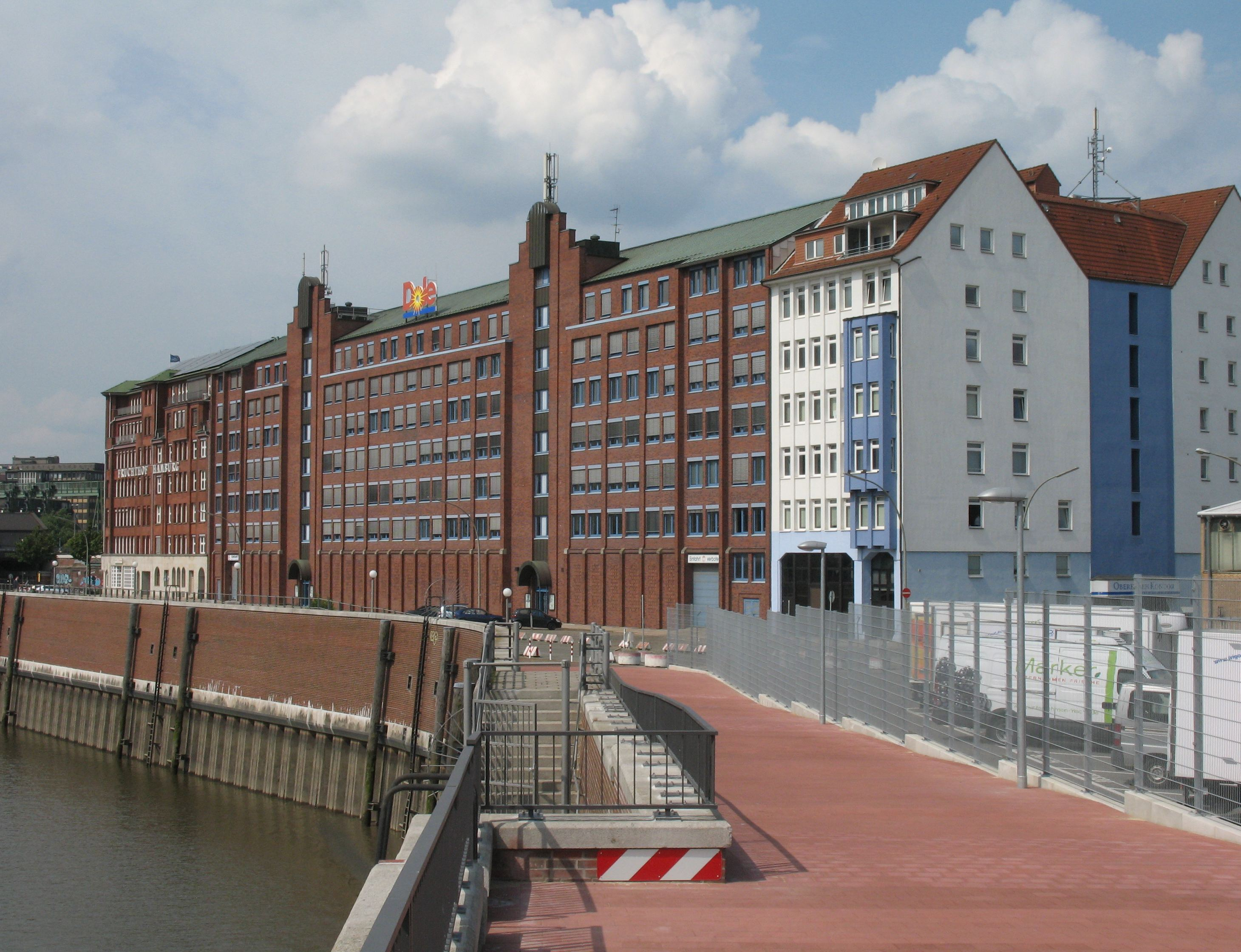
Fruchthof am Nordufer des Oberhafen

Der Oberhafen ist ein Hafenbecken in Hamburg. Er liegt östlich des Ericusgrabens und parallel zum Baakenhafen bzw. zur Norderelbe. Nach ihm ist zudem das angrenzende Quartier der HafenCity benannt, das aus alten Bahnanlagen zu einem „Kreativquartier“ entwickelt wird.
Der Oberhafen ist kein künstlich ausgehobenes Hafenbecken, sondern Teil eines natürlichen Elbarms, der die Insel Grasbrook vom Festland trennte und auch den heutigen Zollkanal und den Oberhafenkanal umfasst. Im Zuge des Freihafenausbaus am Ende des 19. Jahrhunderts wurde dieser Elbarm auf seine heutige Breite ausgebaut und vertieft und zugleich seine Uferläufe begradigt und mit Kaianlagen befestigt. Der Name Oberhafen verweist auf die Lage oberhalb des Oberbaums, der bis ins 19. Jahrhundert hinein auf Höhe des Deichtores (später etwa bei der Brandshofer Schleuse) die Einfahrt in das befestigte Stadtgebiet sicherte. Sein geografisches Gegenstück ist der Niederhafen unterhalb des Niederbaums am Baumwall. Im Gegensatz zum seeschifftauglichen Niederhafen diente der Oberhafen jedoch nahezu ausschließlich der Abfertigung von Binnenschiffen, die Hamburg vom Oberlauf der Elbe und ihrer Nebenflüsse her anliefen.

## HafenCity(Quartier Oberhafen)

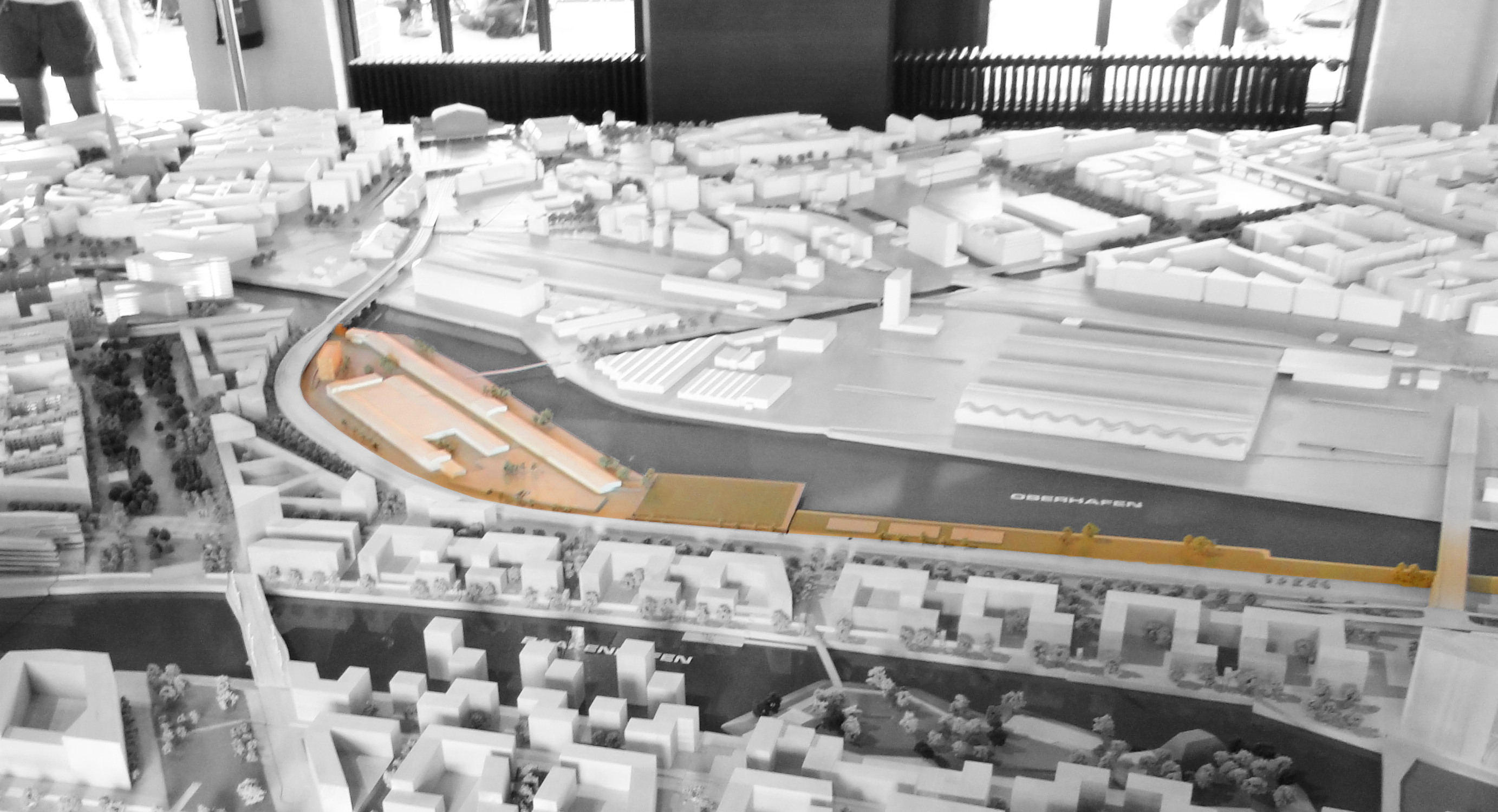
Modell des Oberhafens

Lage des Quartiers Oberhafen (rot) innerhalb des HafenCity-Projekts (hellrot)

Das Stadtviertel Oberhafen ist ein sich in der Entwicklung befindliches Teilquartier der HafenCity in Hamburg. Von 1872 bis 1907 befand sich auf dem Gelände westlich des Oberhafens die Anlagen des Hannoverschen Bahnhofs (bis 1892 Venloer Bahnhof). Anschließend wurde ein als „Pfeilerbahn“ bezeichnetes Viadukt gebaut, das das Gelände des Hannoverschen Bahnhofs kreuzungsfrei überquerte. Heute befindet sich anstelle des Viadukts ein mit Spundwänden eingefasster Damm, der die westliche und südliche Grenze des Quartiers Oberhafen darstellt. Ab 1907 wurden die Gleisanlagen nach dem Bau mehrerer Güterschuppen bis 1999 als Güterbahnhof genutzt, der die Bezeichnung Hamburg Hgbf Han beziehungsweise ab Juli 1964 Hamburg Hauptgüterbahnhof trug. Während die Gleise westlich des Bahndamms bereits in den 2000ern entfernt wurden, um hier das Quartier Am Lohsepark zu bauen, wurden die Gleisanlagen auf dem Gelände des Oberhafenquartiers noch bis 2013 als Abzweigstelle Ericus betrieben. In den Folgejahren wurden auch hier die Gleise entfernt.
Im nördlichen Teil des Quartiers befinden sich bis heute die ehemaligen Hallen und weitere Gebäude des Güterbahnhofs. Diese wurden zunächst noch von Speditionen für Logistikzwecke genutzt. Im Jahr 2014 begannen umfangreiche Neu- und Umbauarbeiten um eine Nachnutzung dieser Gebäude als Kreativ- und Kulturquartier zu ermöglichen. Im linken Flügel des Bahnhofsgebäudes befindet sich seit August 2018 ein Restaurant mit hauseigener Markthalle.

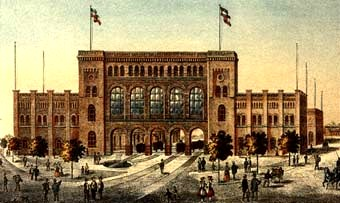
Venloer bzw. Hannoverscher Bahnhof
Ehemalige Bahnhöfe und Hauptbahnhof ab 1906
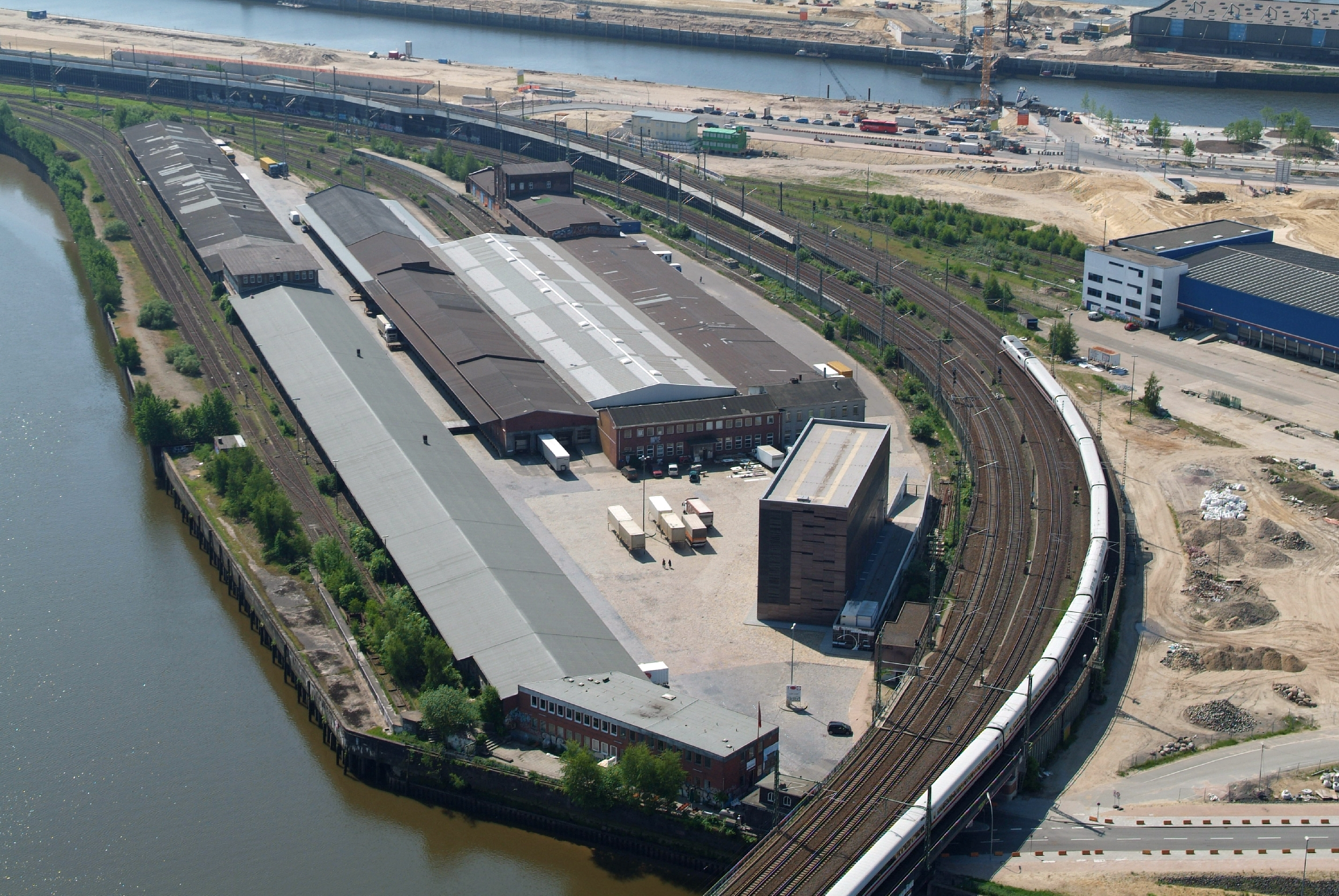
Bebauung des Quartiers Oberhafen im Jahr 2012
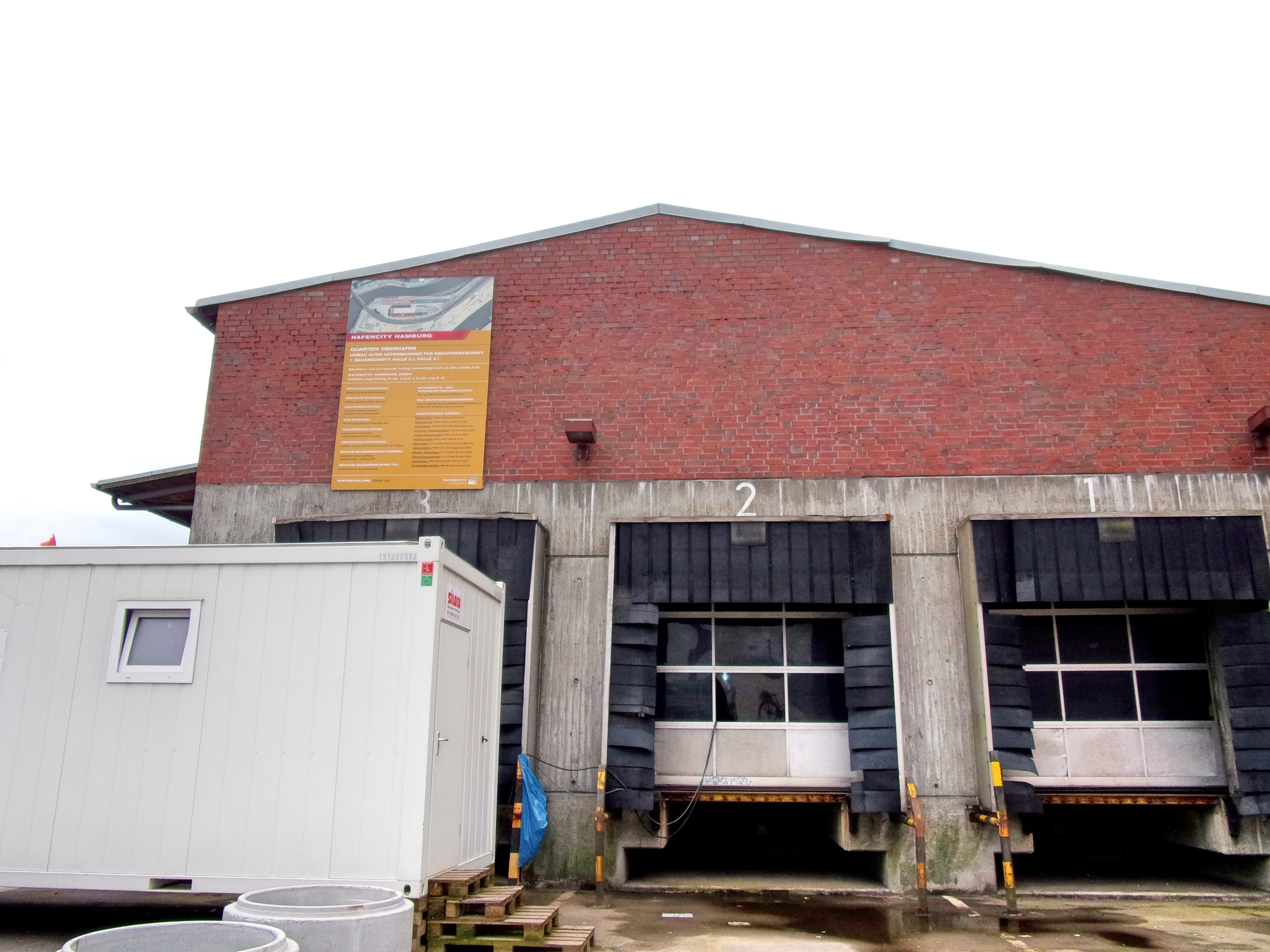
Nachnutzung des Bahnhofsgebäudes des Güterbahnhofs im Jahr 2017

### Planungen
Aktuell besteht nur Zufahrt über eine Straße, die Oberhafenbrücke, in das Quartier Oberhafen. Geplant ist, das Stadtviertel über eine Brücke zum Großmarkt mit dem gegenüberliegenden Rothenburgsort zu verbinden. Im Quartier selbst sollen die vorhandenen Lagerhallen, anders als sonst in der HafenCity, erhalten bleiben. Sie sollen umgebaut und modernisiert werden und ausschließlich „kulturellen und kreativwirtschaftlichen Zwecken dienen“. Auf den bisherigen Gleisflächen sollen verschiedene Sportanlagen u. a. für die Schulen der umliegenden Quartiere errichtet werden.